# A Mother of Men
Pour plus de détails, voir Fiche technique et Distribution.
A Mother of Men est un film américain sorti en 1914, tourné à Jacksonville, en Floride et réalisé par Sidney Olcott, avec Valentine Grant, Arthur Donaldson et James Vincent.

## Synopsis
Une femme est arrêtée pour vagabondage et raconte son histoire à un juge. Son mari et deux de ses fils, qui combattaient durant la Guerre de Sécession l'un chez les Confédérés et l'autre pour l'Union sont morts. Son dernier fils, perdu avant la guerre, se révèle être le juge.

## Fiche technique
- Réalisation : Sidney Olcott
- Scénario :
- Directeur de la photo :
- Décors :
- Production : Sidney Olcott Players
- Distribution : Warner's Feature
- Longueur : 3 000 pieds
- Date de sortie :
  - États-Unis : juin 1914

## Distribution
- Valentine Grant : la mère
- Arthur Donaldson : le père
- James Vincent : James, le fils ainé
- Walter Chapin : Walter, le troisième fils
- Roy Cheldon : le serviteur / le général
- Sidney Olcott : le juge / Nelson, le second fils

## Anecdotes
Le film a été tourné à Jacksonville, en Floride.